# Chapoda
Chapoda is een geslacht van spinnen uit de familie springspinnen (Salticidae).

## Soorten
De volgende soorten zijn bij het geslacht ingedeeld:
- Chapoda festiva Peckham & Peckham, 1896
- Chapoda inermis (F. O. P.-Cambridge, 1901)
- Chapoda panamana Chickering, 1946
- Chapoda peckhami Banks, 1929